# Mandibule
Pour les articles homonymes, voir Mandibule (homonymie) et Mandibule (anatomie humaine).

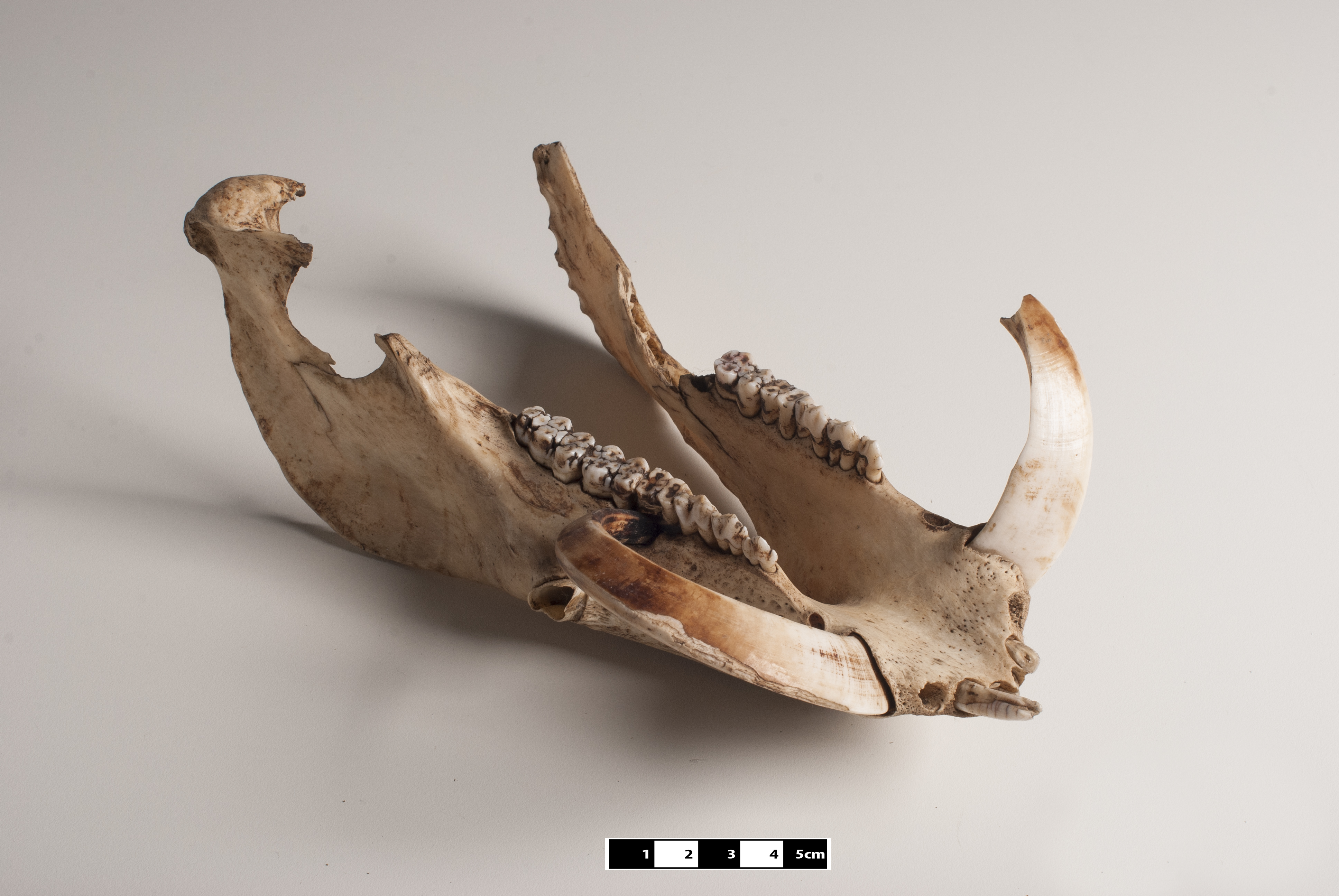
Mandibule de sanglier.

Chez les vertébrés gnathostomes, la mandibule forme la mâchoire inférieure et s'articule avec le crâne au niveau de l'articulation mandibulaire. C'est elle qui porte les dents inférieures, qui s'opposent aux dents de la mâchoire supérieure. Chez l'humain, la mandibule n'est constituée que de deux os identiques fusionnés entre eux, les dentaires. En ornithologie, la mandibule désigne les parties inférieures et supérieures du bec des oiseaux.
Chez les arthropodes, les mandibules sont les pièces buccales, notamment de certains insectes.

## Arthropodes

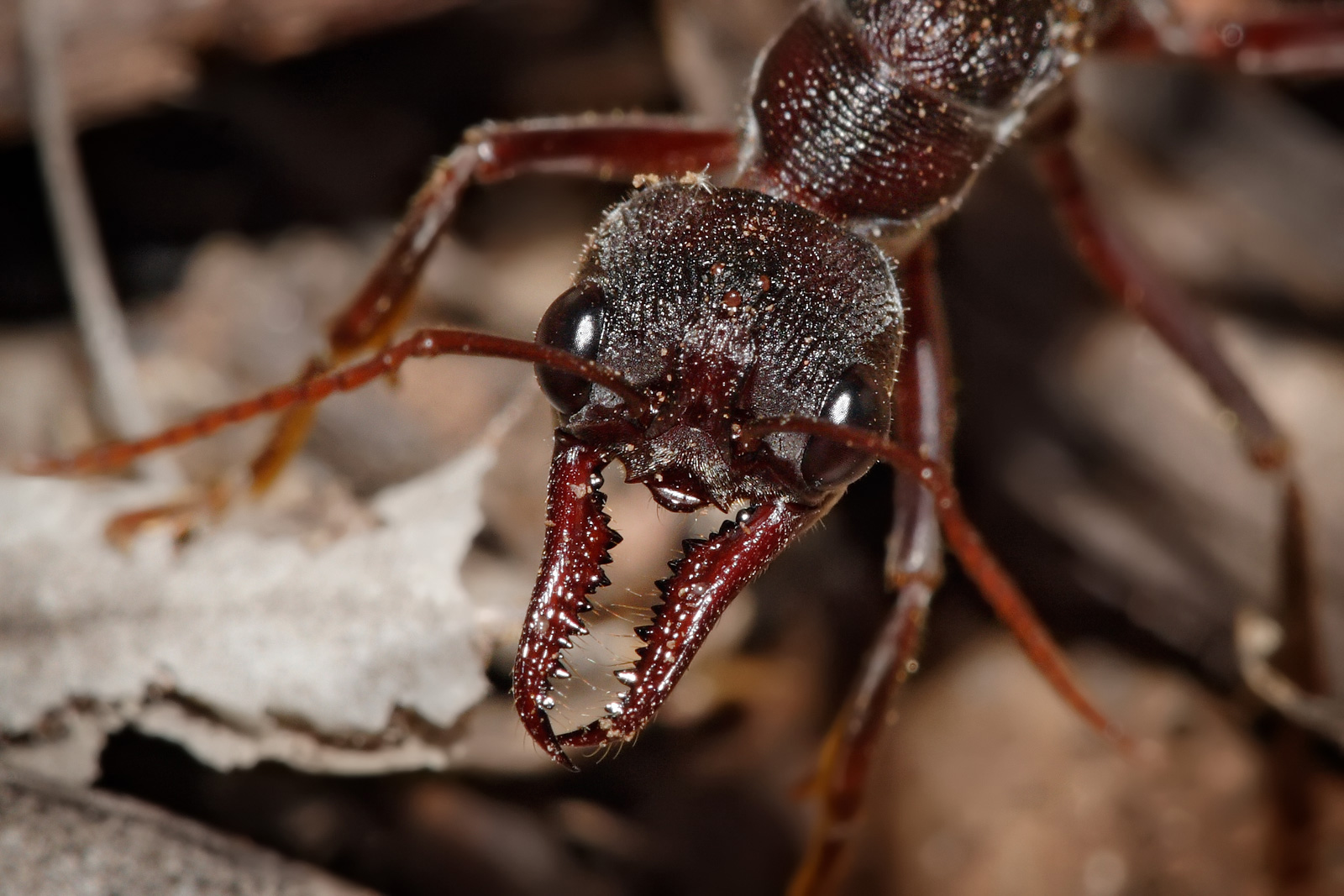
Mandibules d'une fourmi australienne.

Les mandibules sont des pièces buccales sclérifiées de certains arthropodes. Les arthropodes possédant des mandibules forment le clades des Mandibulés, qui comprend notamment les Hexapodes, les crustacés et les myriapodes. Ce sont les mandibules qui sont si proéminentes chez les mâles du lucane cerf-volant.
Quant aux arachnides, arthropodes du sous-embranchement des Chélicérés, outre les chélicères qui leur sont spécifiques, ils possèdent des pédipalpes relativement comparables ou homologues aux mandibules des arthropodes mandibulés.

## Vertébrés
La mandibule est l'arc osseux ou cartilagineux qui forme la mâchoire inférieure ; il s'articule avec le crâne. Seuls les gnathostomes possèdent une mandibule. Les agnathes sont dépourvus de mâchoire inférieure ; ils comprennent les myxines et les lamproies.

### Diapsides

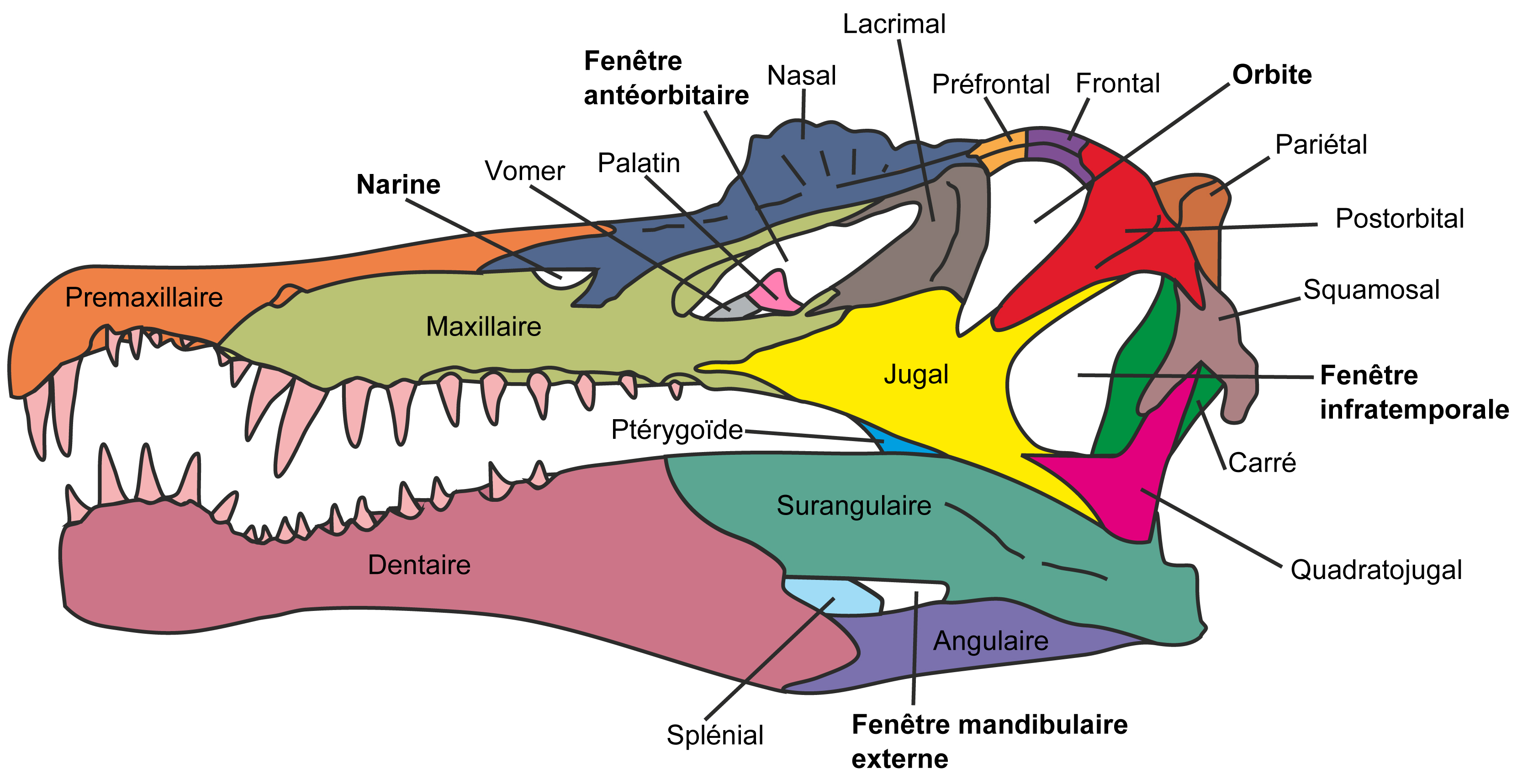
Crâne de Spinosaurus avec les cinq os constituant la mandibule.

Chez les diapsides, qui comprennent les oiseaux, les crocodiles, les lézards, les serpents, les varans, la mandibule est faite de cinq os :
- Le dentaire, qui forme l'extrémité de la mâchoire inférieure et porte généralement l’ensemble des dents inférieures ;
- Le splénial ;
- L'angulaire ;
- Le surangulaire ;
- L'articulaire, qui permet l'articulation avec le crâne.

L'articulation de la mâchoire inférieure avec le crâne se fait entre l'os articulaire de la mandibule et l'os carré du crâne.

### Mammifères

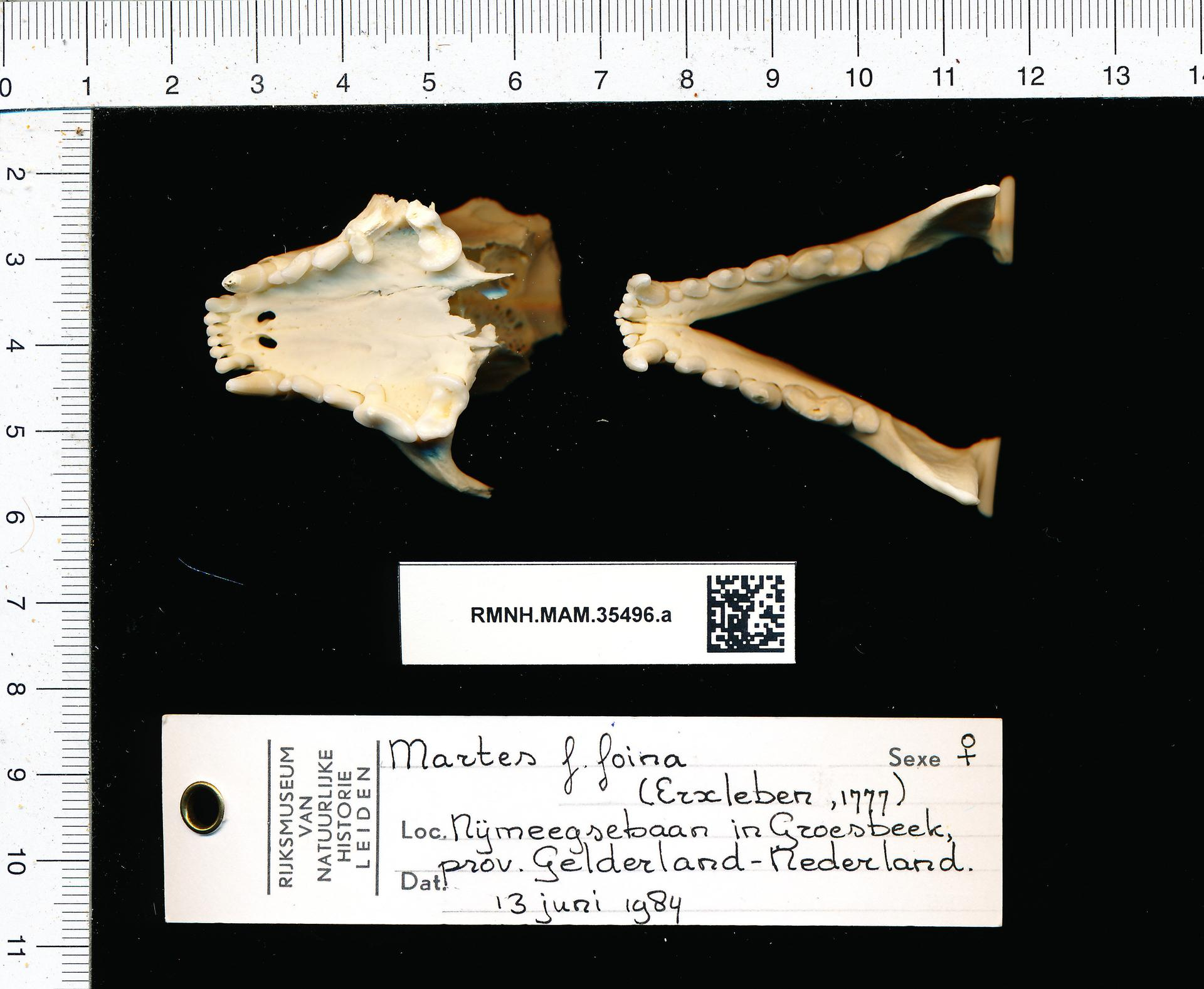
Mâchoires de fouine (sous-espèce Martes foina foina), la mandibule est à droite.

Dans l’évolution des mammifères, l'os dentaire est le seul os de la mandibule à ne pas avoir migré dans le crâne. Il forme ainsi l'entièreté de la mandibule, si bien qu'il est parfois appelé « os mandibule ». Contrairement aux autres vertébrés, cet os s'articule avec le crâne au niveau de l'os squamosal. On parle ainsi d'« articulation dentaire-squamosale ».
Les quatre autres os ont rapetissé et ont été incorporés dans l’oreille. Dans cette forme réduite, ils sont connus comme le marteau, ou malleus, et l'enclume, ou incus ; avec le plus ancien, l'étrier, ou stapes, ce sont les osselets. Cette adaptation est avantageuse, non seulement parce qu’un os unique est plus solide, mais aussi parce que le marteau et l'enclume améliorent l’ouïe.

#### Mandibule humaine
Chez l'homme, la mandibule est un os de la face.